# Lupinus chocontensis
Lupinus chocontensis är en ärtväxtart som beskrevs av Charles Piper Smith. Lupinus chocontensis ingår i släktet lupiner, och familjen ärtväxter. Inga underarter finns listade i Catalogue of Life.